# Supernatural (12.ª temporada)
A décima segunda temporada de Supernatural, uma série de televisão americana de fantasia e terror criada por Eric Kripke, foi encomendada pela The CW em 11 de março de 2016, estreou em 13 de outubro de 2016 e terminou em 18 de maio de 2017, contando com 23 episódios. A temporada foi produzida pela Warner Bros. Television e Wonderland Sound and Vision, com Andrew Dabb e Robert Singer como showrunners, sendo essa a primeira temporada no comando deles. A temporada foi ao ar na temporada de transmissão de 2016-17 às noites de quinta-feira às 21h00, horário do leste dos EUA, nos primeiros 8 episódios e às 20h00 nos demais.
Esta temporada é a última a apresentar Mark A. Sheppard como Crowley no elenco principal desde sua promoção na décima temporada.
A décima segunda temporada estrela Jared Padalecki como Sam Winchester, Jensen Ackles como Dean Winchester, Mark A. Sheppard como Crowley, Mark Pellegrino como Lucifer e Misha Collins como Castiel.
A temporada terminou com uma média de 2.12 milhões de espectadores e ficou classificada em 148.º lugar na audiência total e classificada em 133.º no grupo demográfico de 18 a 49 anos. A temporada recebeu indicações ao Teen Choice Awards com Jensen Ackles indicado na categoria de ator de TV em Ficção Científica/Fantasia, Mark Pellegrino na de Vilão de Televisão enquanto a série em si foi indicada na categoria de Programa de TV de Ficção Científica/Fantasia. O programa venceu o People Choice Awards de 2017 na categoria de Programa de TV de Ficção Científica/Fantasia.

## Enredo
A décima segunda temporada retoma de onde parou, com Sam sequestrado pelo membro britânico dos Homens de Letras Toni Bevell; e Dean em choque ao ver sua mãe, Mary, que está morta há muito tempo. Castiel é forçado a fazer parceria com Crowley para procurar Lúcifer. À medida que Lúcifer começa a possuir pessoas mais poderosas e influentes para conseguir o que quer, os caçadores são forçados a enfrentar a morte de um dos seus. Enquanto tentam deter Lúcifer, os irmãos Winchester são acusados injustamente e presos por seu crime - levando Mary e Castiel a recorrer a uma fonte improvável para encontrá-los.

## Elenco e personagens
| - Jared Padalecki como Sam Winchester - Jensen Ackles como Dean Winchester - Mark A. Sheppard como Crowley - Mark Pellegrino como Lucifer - Misha Collins como Castiel | - Rick Springfield como Vincent "Vince" Vincente / Lucifer - Jim Beaver como Bobby Singer |

### Participações
- Samantha Smith como Mary Winchester
- Elizabeth Blackmore como Lady Antonia "Toni" Bevell
- Ruth Connell como Rowena MacLeod
- Kim Rhodes como Jody Mills
- Adam Fergus como Mick Davies
- David Chisum como Presidente Jefferson "Jeff" Rooney / Lucifer
- Courtney Ford como Kelly Kline
- Kara Royster como Alicia Banes
- Kendrick Sampson como Max Banes
- Kathryn Newton como Claire Novak
- Katherine Ramdeen como Alex Jones
- Adam Rose como Aaron Bass
- Woody Jeffreys como Tommy
- Alicia Witt como Lily Sunder
- Lisa Berry como Billie
- David Haydn-Jones como Arthur Ketch
- Theo Devaney como Gavin MacLeod
- Rick Worthy como Alpha Vampire
- Shoshannah Stern como Eileen Leahy
- Alexander Calvert como Jack Kline
- Gillian Barber como Dra. Hess
- Ali Ahn como Dagon

Notas
1. ↑  Sheppard só é creditado nos episódios em que ele aparece.
2. ↑  Pellegrino só é creditado nos episódios em que ele aparece e é creditado como Convidado Especial em "Stuck in the Middle (With You)"
3. ↑  Collins só é creditado nos episódios em que ele aparece.

## Episódios
| N.º na série | N.º na temp. | Título                              | Dirigido por        | Escrito por                        | Exibição original       | Cód. de produção | Audiência (milhões) |
| --- | ------------ | ----------------------------------- | ------------------- | ---------------------------------- | ----------------------- | ---------------- | ------------------- |
| 242 | 1            | "Keep Calm and Carry On"            | Phil Sgriccia       | Andrew Dabb                        | 13 de outubro de 2016   | T13.19951        | 2.15                |
| Toni Bevell leva o sequestrado Sam Winchester a um veterinário para tratar o ferimento à bala que ela infligiu no final da décima primeira temporada "Alpha and Omega", antes de levá-lo a outro local para questioná-lo. Toni explica que os Homens de Letras Britânicos mantiveram a Grã-Bretanha protegida de monstros e agora querem expandir sua influência para os Estados Unidos. Para tanto, Toni exige de Sam informações sobre todos os caçadores nos Estados Unidos e, quando ele se recusa a dar o que ela quer, ela manda sua assistente, Sra. Watt, torturá-lo. Quando Sam não cede sob tortura física, Toni o droga para torturá-lo mentalmente com imagens de seus entes queridos morrendo. Sam vê através disso e engana Toni, mas é por pouco impedido de escapar. Ao mesmo tempo, seu irmão Dean encontra sua falecida mãe, Mary Winchester, que ressuscitou, e convence Mary de sua identidade antes de informá-la sobre o que ela perdeu nos 33 anos após sua morte. Voltando ao Bunker, os dois descobrem o desaparecimento de Sam e começam a rastreá-lo com a ajuda de um Castiel que voltou. Eventualmente, Dean consegue ligar para Toni, que se recusa a devolver Sam e envia a Sra. Watt para matá-los. Embora a Sra. Watt inicialmente tenha a vantagem, Mary a mata com a lâmina de anjo de Castiel e eles são capazes de usar seu celular para rastrear Sam até Aldrich, Missouri. Enquanto isso, depois de ser expulso de Castiel, Lúcifer começou a procurar um novo recipiente adequado, mas está queimando-os rapidamente em seu estado de fraqueza. Com a intenção de matar Lúcifer e recuperar seu domínio do Inferno, Crowley tenta rastrear Lúcifer sem sucesso. |              |                                     |                     |                                    |                         |                  |                     |
| 243 | 2            | "Mamma Mia"                         | Thomas J. Wright    | Brad Buckner & Eugenie Ross-Leming | 20 de outubro de 2016   | T13.19952        | 1.61                |
| O interrogatório de Antonia "Toni" sobre Sam continua enquanto Castiel os rastreia até uma casa de fazenda protegida. Mary insiste em ir apesar dos protestos de Dean. Dean tenta entrar sorrateiramente, mas é capturado e torturado na frente de Sam. Mary consegue distrair Toni por tempo suficiente para que Dean a nocauteie. Mick Davies, dos Homens de Letras Britânicos, chega, deixando Castiel se juntar a eles. Ele afirma que Toni foi longe demais e que os Homens de Letras querem trabalhar com caçadores como os Winchesters para manter a América segura. Sam se reúne com Mary, exultante por ela estar viva. Ela olha tristemente para o diário de John. Toni se recusa a admitir que fez algo errado, pois os Winchesters são muito perigosos, e Mick revela que já mandou chamar Arthur Ketch, de quem Toni parece desconfiada, para ajudá-los com os Winchesters. Enquanto isso, Crowley interrompe o encontro de sua mãe bruxa Rowena para encontrar Lúcifer, que assume o corpo do astro do rock Vince Vincente. O plano de Crowley para quebrar a casca de Lúcifer e enviá-lo de volta para a jaula falha, então Crowley foge e Lúcifer leva Rowena como prisioneira. |              |                                     |                     |                                    |                         |                  |                     |
| 244 | 3            | "The Foundry"                       | Robert Singer       | Robert Berens                      | 27 de outubro de 2016   | T13.19953        | 1.68                |
| Em Saint Paul, Minnesota, um casal é encontrado em uma casa abandonada mortos por congelamento após ouvir um bebê chorando lá dentro. Mary insiste que eles aceitem o caso, surpreendendo Sam, que teme que ela esteja enterrando suas emoções. Após o aparecimento de uma criança fantasma, Sam e Dean descobrem que várias crianças morreram naquela casa e partem para queimar seus ossos. Mary investiga a casa e descobre que os fantasmas das crianças ainda estão lá. O pai da primeira menina que morreu se matou na casa, e seu fantasma tem matado crianças e mantido seus espíritos lá desde então. Ele possui Mary e ataca Dean, mas Sam queima seus ossos para parar o fantasma do homem e libertar os espíritos das crianças. Mary, admitindo que está de luto por John e pelos meninos que ela costumava ter, deixa o bunker sozinha. Enquanto isso, Castiel relutantemente se junta a Crowley para encontrar Lúcifer, que exige que Rowena torne sua casca mais forte, mas ela o engana enquanto seu feitiço decompõe o corpo e o envia para o fundo do oceano. Ela concorda em trabalhar com Castiel e Crowley na próxima vez que eles encurralarem Lúcifer. |              |                                     |                     |                                    |                         |                  |                     |
| 245 | 4            | "American Nightmare"                | John F. Showalter   | Davy Perez                         | 3 de novembro de 2016   | T13.19954        | 1.81                |
| Em Mason City, Iowa, um funcionário dos Serviços de Proteção à Criança morre depois de entrar em uma igreja, sangrando, sendo chicoteado por algo invisível e falando em línguas. Depois que os Winchesters começam a investigar, um vendedor de estoque local morre da mesma maneira. As duas vítimas estão ligadas a uma família profundamente religiosa, cuja filha Magda morreu de pneumonia. Enquanto Dean acredita que o colega de trabalho da primeira vítima é o responsável, Sam suspeita que o fantasma de Magda está causando as mortes e vai para a casa da família, onde descobre Magda viva no porão, considerada o diabo por sua família por suas videntes habilidades e é forçada por sua mãe a se chicotear. Os poderes de Magda causaram a morte das duas vítimas quando ela tentou alcançá-las em busca de ajuda. Sam é capturado e, com seu segredo exposto, sua mãe planeja secretamente que eles morram como uma família, alimentando-os com um jantar envenenado, que mata seu marido. O irmão de Magda se sacrifica para salvar Magda de sua mãe, e Sam convence Magda a não assassinar sua mãe, que mais tarde é presa. Incentivada por Sam, Magda começa a viajar para morar com uma tia na Califórnia, mas em uma parada para descanso, ela é morta por Ketch, que tem seguido e monitorado os Winchesters, para terminar o trabalho. |              |                                     |                     |                                    |                         |                  |                     |
| 246 | 5            | "The One You've Been Waiting For"   | Nina Lopez-Corrado  | Meredith Glynn                     | 10 de novembro de 2016  | T13.19955        | 1.70                |
| Em Columbus, Ohio, uma mulher idosa tenta comprar um relógio de bolso antigo, apenas para ser assassinada junto com o proprietário do antiquário pela Sociedade Thule, uma organização de necromantes nazistas introduzida anteriormente na temporada 8. Os assassinatos chama a atenção dos Winchesters, que descobrem com um jovem membro da Thule chamado Christoph que o relógio contém a alma de Adolf Hitler e que a sociedade pretende usar sua descendente Ellie para ressuscitá-lo. Os Thule conseguem sequestrar Ellie e ressuscitar Hitler no corpo do líder Thule, mas depois que Christoph ajuda os Winchesters a encontrar os Thule, Ellie e os Winchesters matam o Alto Comando Thule e Dean mata Hitler. Depois de queimar os corpos de Thule, Ellie finalmente para de fugir de tudo enquanto Christoph é forçado a fugir do que restou da Sociedade Thule. |              |                                     |                     |                                    |                         |                  |                     |
| 247 | 6            | "Celebrating the Life of Asa Fox"   | John Badham         | Steve Yockey                       | 17 de novembro de 2016  | T13.19956        | 1.80                |
| Em 1980, Emerson, Manitoba, um menino chamado Asa Fox é salvo de um lobisomem por Mary e, inspirado pelo encontro, torna-se um caçador lendário depois de crescer, antes de ser morto em 2016. Descobrindo sobre a morte de Asa, muitos caçadores vão em seu velório, incluindo Sam, Dean, Mary e a xerife Jody Mills, que tinha um relacionamento com Asa. As coisas estão estranhas entre os Winchesters antes que um dos caçadores seja encontrado morto. Eles logo percebem que estão lidando com Jael, um demônio que tem rancor contra Asa desde que Asa o exorcizou em 1997. Jael tranca Dean para fora de casa e todos os outros dentro, mas Dean é capaz de entrar com a ajuda da ceifeira Billie em troca de lhe dever um favor. Jael mata outro caçador antes de possuir Jody e revelar que ele não matou Asa como se acreditava; em vez disso, Asa foi acidentalmente morto por seu melhor amigo Bucky enquanto caçava Jael, e Bucky incriminou Jael para se proteger. Enquanto Jael está distraído com Bucky, os caçadores conseguem exorcizá-lo de Jody. Eles prometem espalhar a verdadeira história da morte de Asa. Na manhã seguinte, os três caçadores mortos são queimados enquanto Billie chega para tentar cobrar seu acordo com Dean colhendo Mary, que ela afirma nunca sentir que pertence ao mundo após sua ressurreição. Mary se recusa e, embora decida não retornar ao Bunker ainda, ela concorda em sair para tomar o café da manhã com seus filhos. |              |                                     |                     |                                    |                         |                  |                     |
| 248 | 7            | "Rock Never Dies"                   | Eduardo Sánchez     | Robert Berens                      | 1 de dezembro de 2016   | T13.19957        | 1.80                |
| Consertando temporariamente sua casca com uma de suas penas de anjo fossilizadas, Lúcifer revive a carreira de rock de Vince Vincente em Los Angeles para novos adoradores. Dean, Sam, Castiel e Crowley tentam intimidar aqueles do círculo de Vince para descobrir onde seu show será realizado, sem sucesso até que Lúcifer forçando o empresário de Vince a se matar faz com que o colega de banda Tommy envie uma mensagem de texto para Castiel informando o local. Lúcifer mata o resto do bando e vence Castiel e Crowley, embora os Winchesters assustem o resto dos humanos para um lugar seguro. Lúcifer revela que não tem nenhum plano e está chateado porque Deus se desculpou com ele apenas para sair novamente para ficar com Amara. Agora Lúcifer acredita que tudo é inútil e ele só quer se divertir fazendo as pessoas sofrerem. O esforço da batalha queima o corpo de Vince e Lúcifer escapa com a promessa de ir para coisas maiores. |              |                                     |                     |                                    |                         |                  |                     |
| 249 | 8            | "LOTUS"                             | Phil Sgriccia       | Eugenie Ross-Leming & Brad Buckner | 8 de dezembro de 2016   | T13.19958        | 1.73                |
| Lúcifer começa a possuir pessoas de poder e influência, eventualmente possuindo Jefferson Rooney, o Presidente dos Estados Unidos. Enquanto possuía Rooney, Lúcifer concebe um poderoso meio-anjo Nephilim com a desavisada funcionária de Rooney, Kelly Kline, enquanto suas ações chamam a atenção dos Winchesters, Crowley, Castiel e Rowena. Lúcifer envia o Serviço Secreto para matar os Winchesters, mas eles são resgatados por Ketch, que lhes fornece um dispositivo capaz de expulsar qualquer anjo ou demônio de sua casca. Para trazer Lúcifer para fora, Crowley sequestra Kelly. Eles são capazes de convencê-la da verdade e ela chama Lúcifer para um quarto de motel onde os Winchesters, Castiel, Crowley e Rowena o emboscam. Usando o dispositivo de Ketch, Sam é capaz de exorcizar Lúcifer de Rooney, e Rowena lança um feitiço que supostamente o bane de volta para sua jaula. No entanto, os Winchesters são presos pelo Serviço Secreto, que acredita que eles estavam tentando assassinar o Presidente, e ao invés de abortar o Nephilim, Kelly foge de Castiel. |              |                                     |                     |                                    |                         |                  |                     |
| 250 | 9            | "First Blood"                       | Robert Singer       | Andrew Dabb                        | 26 de janeiro de 2017   | T13.19959        | 1.72                |
| Os Winchesters são levados para um local do governo no Parque Nacional das Montanhas Rochosas, onde são trancados em celas separadas até que estejam dispostos a conversar. Depois de quase dois meses, eles são encontrados mortos pelos guardas, mas de repente ressuscitam e escapam. Ao mesmo tempo, Mary e Castiel tentam encontrá-los sem sorte. Com o fim dos Winchesters, a atividade dos monstros aumenta e Castiel começa a ver o quão importantes são seus amigos. Depois de escapar, os Winchesters contatam Castiel para encontrá-los quando eles saíssem da floresta, fugindo dos soldados do governo. Sam e Dean são capazes de derrotar os soldados e, em seguida, reunir-se com Castiel e Mary, que os encontraram com a ajuda de Mick e Ketch. Partindo, eles são parados por Billie e é revelado que os Winchesters fizeram um acordo com ela no qual eles morreriam temporariamente e voltariam em troca de um Winchester morrendo permanentemente à meia-noite ou enfrentariam consequências cósmicas. Mary decide se sacrificar por seus filhos, mas Castiel mata Billie, dizendo aos Winchesters horrorizados que eles são muito importantes para o mundo perder. Ao mesmo tempo, Mick tenta sem sucesso fazer conexões com os caçadores americanos. No entanto, quando Mick se aproxima de Mary, ela se mostra mais aberta para ouvir, já que ele ajudou a resgatar Sam e Dean, embora ela não saiba que Mick fez Ketch matar todos no site negro para não deixar "pontas soltas". |              |                                     |                     |                                    |                         |                  |                     |
| 251 | 10           | "Lily Sunder Has Some Regrets"      | Thomas J. Wright    | Steve Yockey                       | 2 de fevereiro de 2017  | T13.19960        | 1.73                |
| Um anjo chamado Benjamin é assassinado, chamando a atenção de uma revoada de anjos da qual participou Ishim, Mirabel e Castiel. Os Winchesters e Castiel investigam o assassinato, apenas para ter Mirabel morto também por Lily Sunder, que foge quando os Winchesters intervêm. Castiel e Ishim explicam que em 1901, Lily se casou com um anjo chamado Akobel e teve uma filha Nephilim. Como isso era contra as leis do Céu, eles mataram Akobel e sua filha May; agora Lily quer vingança. Os Winchesters rastreiam Lily e ficam chocados ao saber que sua filha era humana, não Nephilim. Lily estudou anjos durante toda a sua vida e seus poderes vêm da magia Enochiana. Os estudos de Lily permitiram que ela convocasse Ishim, que lhe ensinou todos os segredos dos anjos, mas ficou obcecado por ela. Lily se casou com Akobel para proteção e Ishim assassinou Akobel e sua filha como vingança. Acreditando na história de Lily, Dean sai para confrontar Ishim, seguido logo depois por Lily e Sam. Dean e Castiel confrontam Ishim, que eventualmente confirma a história de Lily e os enfrenta. Depois que Ishim derrota os humanos, Castiel o mata para salvar Lily, que não tem certeza se vai ou não desistir da vingança, já que foi tudo o que ela teve por mais de cem anos. Castiel pede desculpas por seu papel na morte de Akobel e May e diz que se ela partir e descobrir que não pode perdoá-lo, ele estará esperando que ela se arrisque. Lily finalmente sai depois de agradecer a Castiel. Mais tarde, os Winchesters e Castiel discutem as implicações preocupantes do filho de Lúcifer e Castiel quebrando o acordo com Billie. |              |                                     |                     |                                    |                         |                  |                     |
| 252 | 11           | "Regarding Dean"                    | John Badham         | Meredith Glynn                     | 9 de fevereiro de 2017  | T13.19961        | 1.73                |
| Em Eureka Springs, Arkansas, Dean persegue um homem gravemente ferido pela floresta. O homem atinge Dean com um feitiço, e na manhã seguinte Dean não consegue se lembrar de nada da noite anterior. Depois de se encontrar com Sam, Dean descobre que eles estavam investigando o assassinato de um contador que morreu com o estômago cheio de dinheiro. Quando Dean mostra o agravamento da perda de memória, Sam contata Rowena para obter ajuda e é aconselhado a matar a bruxa que lançou o feitiço que afetou Dean. Refazendo os passos de Dean, os dois encontram a bruxa morta, mas o feitiço ainda afeta Dean. Rowena reconhece o feitiço como obra da família Loughlin, uma poderosa família de bruxas druidas há muito tempo pensadas eliminadas. Rowena diz a Sam que eles devem pegar o livro de feitiços da família, o Grimório Negro para quebrar a maldição antes que mate Dean. Sam rastreia Catriona e Boyd, as duass últimas Loughlins, mas é capturado para um ritual para ressuscitar Gideon, a bruxa que Dean matou. Rowena confronta Catriona enquanto Sam tenta se libertar. Antes que Catriona possa matar Rowena, um amnésico Dean segue as instruções deixadas por Rowena que permitem que ele se arme com balas matadoras de bruxas e mate Catriona e Boyd. Rowena é então capaz de usar o Grimório Negro para quebrar a maldição de Dean, restaurando sua memória de antes de ser amaldiçoado, embora Dean não consiga se lembrar de nada durante. Os Winchesters prometem que devem uma a Rowena, mas pegam o livro ao invés de deixá-la ficar com ele. Embora Dean admita que ter uma folha em branco foi bom, ele prefere a vida que ele tem. |              |                                     |                     |                                    |                         |                  |                     |
| 253 | 12           | "Stuck in the Middle (With You)"    | Richard Speight Jr. | Davy Perez                         | 16 de fevereiro de 2017 | T13.19962        | 1.81                |
| Os Winchesters, Mary, Castiel e outro caçador chamado Wally fazem uma emboscada para um demônio, durante a qual Mary rouba um objeto desconhecido dele. O demônio se mostra invulnerável a todos os seus ataques, tem olhos amarelos como seu antigo inimigo Azazel e fere Castiel com uma lança. Depois que outro demônio mata Wally, os Winchesters escapam; Crowley aparece e avisa que o demônio é Ramiel, um dos quatro Príncipes do Inferno junto com Azazel, Asmodeus e Dagon, o último dos quais está interessado no filho de Lúcifer. Após a derrota de Lúcifer na 5ª temporada, Crowley tentou dar a Ramiel a coroa do Inferno, mas Ramiel disse a ele que os Príncipes não tinham mais interesse no Inferno e simplesmente queriam ser deixados em paz, fazendo com que Crowley se tornasse Rei. Antes de partir, Crowley deu a Ramiel a Lança de Michael e o objeto que Mary roubou no presente. Crowley percebe que a Lança de Michael é o que foi usado contra Castiel e avisa que ele morrerá lentamente sem cura. Ramiel chega e exige o que lhe foi roubado e ataca quando eles se recusam. Depois de uma batalha, Sam mata Ramiel com a Lança de Michael, e Crowley percebe que quebrar a Lança irá parar seus efeitos em Castiel a tempo de salvar sua vida. Depois, Mary confronta Ketch sobre enviá-la atrás de um Príncipe do Inferno, mas eventualmente entrega o objeto que ela roubou: o Colt. O final também revela que Lúcifer está sendo mantido como prisioneiro de Crowley em uma pequena jaula em seu palácio. |              |                                     |                     |                                    |                         |                  |                     |
| 254 | 13           | "Family Feud"                       | P. J. Pesce         | Brad Buckner & Eugenie Ross-Leming | 23 de fevereiro de 2017 | T13.19963        | 1.62                |
| Crowley explica a Lúcifer que quando Lúcifer foi exorcizado do Presidente, Crowley perverteu o feitiço para que Lúcifer fosse enviado para o corpo reparado e melhorado de sua antiga casca, Nick, em vez de para a jaula. Crowley prendeu Lúcifer com correntes baseadas na jaula, mas Lúcifer se divertiu e informa Crowley da sobrevivência de seu filho. Enquanto isso, Mary trabalha com Arthur Ketch que sugere que ela se distancie de seus filhos porque está no seu melhor por conta própria. Sam e Dean começam a investigar uma série de assassinatos cometidos por um espírito vingativo e percebem que o fantasma veio atrás de Gavin MacLeod, filho de Crowley que foi deslocado no tempo até o presente por Abaddon. Gavin percebe que o fantasma é de sua noiva Fiona, que se colocou clandestinamente a bordo do navio e foi estuprada pela tripulação antes que o navio afundasse na costa da Nova Inglaterra. Para salvar Fiona e suas vítimas, Gavin decide voltar ao seu próprio tempo para morrer quando o navio afunda, mas ao fazer isso impede Fiona de passar por sua terrível provação. Depois de enviar Gavin de volta com a ajuda de Rowena, os Winchesters não encontram sinais das mortes de Fiona. Eles são então visitados por Mary, que admite a verdade sobre como trabalhar com os Homens de Letras Britânicos e tenta convencer seus filhos a trabalharem com eles. Rowena é confrontada por Crowley por ajudar a enviar seu filho de volta para possivelmente morrer e ela admite que foi vingança por tê-la forçado a matar Oskar para remover a Marca de Caim. Ao mesmo tempo, Kelly Kline é atacada por dois anjos, mas é salva pelo Príncipe do Inferno, Dagon. Dagon se oferece para proteger Kelly e seu filho ainda não nascido, o que Lúcifer detecta e fica satisfeito.                                                                                          |              |                                     |                     |                                    |                         |                  |                     |
| 255 | 14           | "The Raid"                          | John MacCarthy      | Robert Berens                      | 2 de março de 2017      | T13.19964        | 1.63                |
| Enquanto os Homens de Letras Britânicos trabalham para eliminar todos os vampiros na América, Mary traz Sam para ver sua operação enquanto Dean fica furioso com suas ações. Quando Sam se foi, Dean é visitado por Ketch, que compara os dois e leva Dean para uma caça a vampiros. No ninho, eles descobrem que os vampiros se foram, exceto por um que lhes diz que os vampiros estão indo atrás dos caçadores. No complexo dos Homens de Letras Britânicos, um grupo de vampiros, liderado pelo Vampiro Alfa, ataca e mata a maioria dos funcionários dos Homens de Letras. Sam se arma com o Colt e enfrenta o Vampiro, eventualmente matando o Alfa com um tiro na cabeça, auxiliado por sua mãe e Mick Davies. Após a batalha, Sam decide se juntar à operação britânica, dizendo que apesar de tudo que deu errado, a morte do vampiro alfa prova o bem que a operação pode fazer. Sam secretamente promete trabalhar para conquistar seu irmão, enquanto Dean perdoa Mary, embora ele discorde dela. |              |                                     |                     |                                    |                         |                  |                     |
| 256 | 15           | "Somewhere Between Heaven and Hell" | Nina Lopez-Corrado  | Davy Perez                         | 9 de março de 2017      | T13.19965        | 1.49                |
| Sam passou duas semanas enviando a si mesmo e a Dean em casos fornecidos secretamente por Mick Davies. Em Nebraska, um homem chamado Marcus é morto por um cão infernal enquanto sua namorada Gwen o fere. O cão infernal vai atrás dela em seguida, apesar de nenhum deles ter vendido suas almas. Os Winchesters chamam Crowley, que revela que este cão infernal é Ramsey, um dos primeiros, leal apenas a Lúcifer. Ramsey ataca Sam e Gwen no Impala, embora Sam seja capaz de matá-la, agradecendo a contragosto Crowley por sua ajuda. Sam confessa a Dean que está trabalhando com os Homens de Letras Britânicos, e Dean concorda em dar uma chance a eles. Dois dos demônios de Crowley libertaram Ramsey como uma distração para libertar Lúcifer. Lúcifer tenta tomar o poder, mas Crowley revela que ele protegeu a casca de Lúcifer, Nick, com os verdadeiros feitiços da jaula, tornando Lúcifer seu escravo. Enquanto isso, Castiel percebe que Kelly foi levada por Dagon. Castiel fica sabendo que ele pode voltar para o céu se ajudar a encontrar os Nephilim, e depois é visto em seu caminho para encontrar o novo líder dos anjos, Josué. |              |                                     |                     |                                    |                         |                  |                     |
| 257 | 16           | "Ladies Drink Free"                 | Amyn Kaderali       | Meredith Glynn                     | 30 de março de 2017     | T13.19966        | 1.71                |
| Depois de um ataque de lobisomem que deixou um jovem morto e sua irmã Hayden gravemente ferida, os Winchesters começaram a investigar, acompanhados por Mick Davies, que deseja obter experiência de campo. Os Winchesters descobrem que Claire Novak também está investigando, caçando sozinha e mentindo para Jody Mills sobre isso. Enquanto investigava o ataque, Mick descobre que Hayden foi mordida e retorna naquela noite para matá-la de acordo com o protocolo dos Homens de Letras Britânicos. Suas ações atraem a raiva dos Winchesters quando percebem o que ele fez. Pouco depois, Claire é mordida pelo mesmo lobisomem, e os Winchesters percebem que a única chance de salvá-la é uma cura experimental criada pela organização de Mick que requer o sangue do lobisomem que mordeu Claire. Enquanto os Winchesters procuram o culpado, Claire e Mick são atacados pelo lobisomem, que é revelado ser um jovem barman local, Justin. Depois de sequestrar Claire, Justin explica que ele fazia parte de um bando pacífico antes de serem exterminados pelos Homens de Letras Britânicos. Devido à mentalidade de matilha de um lobisomem, Justin agora está procurando desesperadamente por companhia, que é seu motivo para transformar Claire e Hayden. Os Winchesters e Mick rastreiam Justin e atacam, matando-o e obtendo seu sangue. Usando o sangue de Justin, Mick é capaz de curar Claire. Na manhã seguinte, Claire deixa uma mensagem de voz para Jody, finalmente contando a verdade e aceitando Jody como sua família, mas também planejando caçar sozinha por enquanto. Os Winchesters também escolheram dar a Mick uma segunda chance, com a caça mudando a visão de Mick do mundo dos monstros. |              |                                     |                     |                                    |                         |                  |                     |
| 258 | 17           | "The British Invasion"              | John F. Showalter   | Eugenie Ross-Leming & Brad Buckner | 6 de abril de 2017      | T13.19967        | 1.57                |
| Flashbacks revelam que um jovem Mick foi forçado a matar seu melhor amigo na Kendricks Academy de acordo com o Código dos Homens de Letras Britânicos. Tendo se tornado ciente dos Nephilim, sua antiga professora Dra. Hess exige que ele coloque os Winchesters na linha ou os entregue a Ketch para serem mortos, enviando seu protegido Renny para cuidar das coisas. Os Winchesters têm sua amiga caçadora Eileen (do episódio Into the Mystic da 11ª temporada) obtendo uma vantagem sobre Kelly Kline e Dagon. Sem nenhuma palavra de Castiel, Mick traz o Colt enquanto os caçadores e Homens de Letras enganam Kelly em uma reunião para conversar, mas Dagon aparece. Eileen atira o Colt em Dagon, mas erra e mata Renny por acidente. Mick quase a mata assim como diz O Código, mas os Winchesters o convencem do contrário e ele os deixa ir. Ketch dorme com Mary, mas ela diz que isso não significa nada e ainda é leal à família. Dra. Hess aparece na América dizendo que Eileen será morta. Mick defende o caminho dos Winchesters para que Ketch o mate, e Dra. Hess diz a Ketch para executar todos os caçadores americanos. Eileen planeja voltar para a Irlanda depois de matar um humano, e os Winchesters têm o Colt de volta. Enquanto isso, Lúcifer age submisso a Crowley enquanto secretamente ganha o apoio dos demônios que procuram uma maneira de quebrar a proteção da casca de Nick. Dagon informa Kelly que dar à luz seu filho Nephilim irá matá-la. |              |                                     |                     |                                    |                         |                  |                     |
| 259 | 18           | "The Memory Remains"                | Phil Sgriccia       | John Bring                         | 13 de abril de 2017     | T13.19968        | 1.58                |
| Os Winchesters recebem um e-mail de Ketch se passando por Mick Davies, enviando-os em um caso em Tomahawk, Wisconsin. Enquanto eles estão fora, Ketch lidera uma equipe que verifica o Bunker e deixa equipamentos de espionagem para trás para vigiar os Winchesters. Os Winchesters descobrem que todos os anos de 1898 a 1997, alguém desaparecia em Tomahawk e suspeitava de um sátiro devido à descrição de uma testemunha do monstro. Depois que a testemunha desaparece, os Winchesters suspeitam do xerife local, Barrett Bishop, cuja família era dona da cidade até que ele recentemente vendeu quase tudo. Confrontando Barrett, os Winchesters descobrem que sua família obteve suas riquezas sacrificando pessoas ao deus Moloch. Depois que o pai de Barrett morreu em 1997, Barrett pôs fim a isso e deixou Moloch morrer de fome, já que ele não tinha nenhum desejo de machucar ninguém. No entanto, Moloch foi redescoberto recentemente pelo meio-irmão de Barrett, Pete, que recebeu a promessa de riquezas em troca de alimentar Moloch. Depois que Pete sequestra Dean e tenta alimentá-lo com Moloch, Sam mata Pete e Moloch com um tiro do Colt. Depois, os Winchesters refletem sobre seu legado no mundo e gravam suas iniciais na mesa da biblioteca no Bunker. Os dois são informados por Ketch que agora irão se reportar a ele, sem saber que ele os está espionando em segredo. |              |                                     |                     |                                    |                         |                  |                     |
| 260 | 19           | "The Future"                        | Amanda Tapping      | Robert Berens & Meredith Glynn     | 27 de abril de 2017     | T13.19969        | 1.38                |
| Depois de saber da destruição que seu filho causaria se ele nascer, Kelly comete suicídio apenas para ser ressuscitada por seu filho. Após sua ressurreição, Kelly insiste que sentiu a alma de seu filho e que ele não é mau como todos acreditam. Ao mesmo tempo, Castiel visita o Bunker depois de estar desaparecido há semanas e explica que estava no céu trabalhando com os anjos, mas foi embora quando eles não tiveram sorte. Enquanto Castiel estava fora, Sam elaborou um plano para tirar os poderes do filho e deixá-lo humano. No entanto, Castiel ainda está trabalhando com os anjos e rouba o Colt para matar Dagon e Kelly e aliviar os Winchesters do fardo de derramar sangue inocente. Trabalhando com Kelvin e outro anjo, Castiel rastreia Kelly através da onda de poder emitida por sua ressurreição, mas não consegue matá-la e foge com ela, enquanto Dagon captura Kelvin e mata o outro anjo. Após a sugestão de um Lúcifer enfurecido, Dagon tortura Kelvin para obter informações sobre o plano de Castiel antes de matá-lo. Sob as ordens de Josué, Castiel decide levar Kelly através do portal para o céu, que matará Kelly e seu filho. Enquanto descansava, Kelly reitera sua crença para Castiel de que a criança é boa e a criança escolhe Castiel como seu protetor, recebendo a premonição de uma luta entre Castiel e Dagon. No portal Celestial, Castiel e Kelly são recebidos por Josué, apenas para Dagon aparecer e matar Josué. Ajudado pelos Winchesters, Castiel luta contra Dagon sem sucesso, levando à destruição do Colt. Como tudo parece perdido, o filho de Kelly concede a Castiel o poder de incinerar Dagon pela mão de Kelly. Castiel diz aos Winchesters que agora sabe que a criança deve nascer com seus poderes intactos e parte com Kelly para ajudá-la a dar à luz em algum lugar seguro, dizendo a ela que a criança lhe mostrou "o futuro". |              |                                     |                     |                                    |                         |                  |                     |
| 261 | 20           | "Twigs & Twine & Tasha Banes"       | Richard Speight Jr. | Steve Yockey                       | 4 de maio de 2017       | T13.19970        | 1.51                |
| Em Rock River, Wyoming, a bruxa Tasha Banes se hospeda em um hotel, procurando outra bruxa que estava matando pessoas, mas ela é esfaqueada no porão. Seus filhos Alicia e Max Banes os seguem, embora Max não ache que nada esteja errado. Alicia liga para o celular de Mary, que é atendido por Sam e Dean, que se juntam a eles. Eles investigam no hotel de Tasha, onde veem um homem emergir do porão, e encontram Tasha aparentemente segura em seu quarto. Sam descobre que o homem do porão desapareceu meses atrás. Investigando o porão, eles encontram os corpos da verdadeira Tasha, o funcionário do hotel e o homem de antes, com seus corações dilacerados, devastando Max. Max usa sua magia para revelar que a mulher no hotel é a bruxa cujo poder vem de um acordo com o demônio. Ela cria bonecos de réplica perfeitos de suas vítimas usando os corações. Querendo que outra pessoa tome seu poder para evitar ir para o inferno, ela oferece a Max a boneca de sua mãe, enquanto Sam e Alicia são atacados por ela. Dean mata a bruxa antes que Max possa concordar, mas a boneca Tasha mata Alicia. Depois que os Winchesters saem, Max usa o livro de feitiços para fazer uma boneca desconhecida de Alicia e queima seu corpo real. Enquanto isso, Mary começa a suspeitar de Ketch, descobrindo o corpo de Mick, bem como arquivos em todos os três Winchesters, Claire, Eileen e Garth. Mary avisa seus filhos, mas é capturada e interrogada por Lady Toni Bevell. |              |                                     |                     |                                    |                         |                  |                     |
| 262 | 21           | "There's Something About Mary"      | P. J. Pesce         | Brad Buckner & Eugenie Ross-Leming | 11 de maio de 2017      | T13.19971        | 1.42                |
| Ketch usa um cão infernal para matar Eileen na Carolina do Sul. Lady Toni Bevell tem drogado e feito lavagem cerebral em Mary, forçando-a a matar um amigo caçador. Mary tenta cometer suicídio e implora a Ketch para matá-la, mas ele afirma que sua luta terminará em breve. A Dra. Hess revelou estar trabalhando com Crowley no Reino Unido e continuando seu arranjo nos Estados Unidos enquanto lhe entregava o cão infernal. Quando Sam e Dean ficam sabendo da morte de Eileen junto com vários outros caçadores, eles descobrem que ela enviou uma mensagem postal temendo que os Homens de Letras Britânicos a estivessem rastreando. Procurando no bunker, eles encontram o dispositivo de escuta e montam uma armadilha, capturando Toni. Toni zomba deles e da relação sexual de Mary com Ketch, também revelando que eles estão por trás das mortes, incluindo a de Mick. Voltando ao bunker, Ketch está lá com mercenários. Sam e Dean matam os homens, mas uma Mary com lavagem cerebral liberta Ketch. Ketch os sela no bunker para sufocar até a morte, junto com Toni, para que a Dra. Hess o deixe liderar a operação americana permanentemente. Enquanto isso, Crowley tenta fazer com que Lúcifer revele a localização de seu filho, já que Dagon está morto e ele acredita que Castiel vai querer a criança morta. Lúcifer descobre que a proteção que liga sua casca a Crowley pode funcionar nos dois sentidos e assume o controle, esfaqueando Crowley. Agora livre, Lúcifer se prepara para encontrar seu filho. |              |                                     |                     |                                    |                         |                  |                     |
| 263 | 22           | "Who We Are"                        | John F. Showalter   | Robert Berens                      | 18 de maio de 2017      | T13.19972        | 1.75                |
| Mary continua sua missão de matar os caçadores americanos, eventualmente indo atrás de Jody Mills. No entanto, com a ajuda de sua filha adotiva Alex, Jody prende Mary. Ao mesmo tempo, os Winchesters e Lady Toni Bevell permanecem trancados no bunker e passam dois dias tentando encontrar uma saída sem sucesso. Quase sem ar, Dean é capaz de usar um lançador de granadas para explodir uma parede nos esgotos e escapar para concertar o controle manual do bunker. Alertados por Jody sobre a captura de Mary, os Winchesters e Toni viajam para Sioux Falls, Dakota do Sul, onde Toni revela que não pode reverter o que fez com Mary. Em vez disso, Dean faz com que Toni o ajude a entrar na mente de Mary, onde a encontra presa em uma memória de 1983. Dean fala com Mary sobre como ele a odeia por ter arruinado sua vida e então a perdoa, interrompendo a lavagem cerebral de Mary. Ao mesmo tempo, Sam lidera um exército de caçadores em um ataque contra o complexo britânico. Apesar de sofrer baixas, os caçadores americanos derrotam os Homens de Letras Britânicos e destroem seu complexo. Antes de ser morto por Jody, a Dra. Hess revela a fuga de Lúcifer. Depois de chegar a Mary, Dean acorda e descobre que Ketch matou Toni. Os dois se envolvem em uma luta que termina quando Mary acorda e mata Ketch. Depois que Sam retorna, os Winchesters finalmente se reconciliam como uma família. |              |                                     |                     |                                    |                         |                  |                     |
| 264 | 23           | "All Along the Watchtower"          | Robert Singer       | Andrew Dabb                        | 18 de maio de 2017      | T13.19973        | 1.65                |
| Com o nascimento do filho de Lúcifer se aproximando, os Winchesters e Crowley, que sobreviveram ao atentado de Lúcifer contra sua vida, procuram por presságios bíblicos que apontam para o nascimento do Nephilim. Lúcifer mata Rowena para que ele não possa ser enviado de volta para a jaula. Ao mesmo tempo, enquanto cuidava de Kelly, Castiel descobre que o poder do bebê abriu uma fenda para uma realidade pós-apocalíptica alternativa onde os Winchesters nunca nasceram. Após seu retorno, Castiel esconde sua descoberta de Kelly. Os Winchesters são finalmente capazes de localizar Castiel e Kelly. Enquanto Mary cuida de Kelly, que está em trabalho de parto, Castiel leva Sam e Dean pela fenda, onde são recebidos por um Bobby Singer alternativo. Bobby é capaz de fornecer aos Winchesters uma metralhadora capaz de matar anjos para usar contra Lúcifer, enquanto Crowley oferece uma maneira de selar Lúcifer na realidade alternativa. Enquanto Dean distrai Lúcifer, Sam e Crowley executam um feitiço para selar a fenda, um feitiço que Crowley tem que sacrificar sua própria vida. No entanto, Lúcifer é capaz de segui-los de volta pela fenda antes que ela feche e mata Castiel. Mary consegue enviar Lúcifer de volta à realidade alternativa, mas ele a arrasta com ele, deixando ambos presos quando a fenda se fecha. Enquanto Dean lamenta a morte de Castiel, Sam descobre que Kelly morreu no parto e encontra seu filho, recém-nascido, mas com aparência de um adolescente. |              |                                     |                     |                                    |                         |                  |                     |

## Produção
Supernatural foi renovado para a décima segunda temporada em 11 de março de 2016 pela The CW. A décima segunda temporada é a última temporada a apresentar Mark A. Sheppard como Crowley com o ator anunciando em maio de 2017 que ele não retornaria para a décima terceira temporada.

## Recepção
O site agregador de críticas Rotten Tomatoes relata um índice de aprovação de 100% para a décima segunda temporada de Supernatural, com uma classificação média de 8.48/10 baseada e 10 avaliações. O consenso diz, "Doze temporadas depois, Supernatural ainda encontra maneiras de entreter, abrindo novos caminhos que levarão a novas aventuras para os irmãos Winchester."

### Audiência
| №  | Título                              | Exibição original       | Rating/share (18–49) | Audiência (em milhões) | DVR (18–49) | Audiência em DVR (milhões) | Total (18–49) | Audiência total (em milhões) |
| -- | ----------------------------------- | ----------------------- | -------------------- | ---------------------- | ----------- | -------------------------- | ------------- | ---------------------------- |
| 1  | "Keep Calm and Carry On"            | 13 de outubro de 2016   | 0.8/3                | 2.15                   | 0.6         | N/A                        | 1.4           | N/A                          |
| 2  | "Mamma Mia"                         | 20 de outubro de 2016   | 0.6/2                | 1.61                   | 0.6         | 1.09                       | 1.2           | 2.71                         |
| 3  | "The Foundry"                       | 27 de outubro de 2016   | 0.6/2                | 1.68                   | 0.4         | 0.96                       | 1.0           | 2.64                         |
| 4  | "American Nightmare"                | 3 de novembro de 2016   | 0.7/2                | 1.81                   | 0.5         | 1.04                       | 1.2           | 2.84                         |
| 5  | "The One You've Been Waiting For"   | 10 de novembro de 2016  | 0.6/2                | 1.70                   | 0.5         | 1.06                       | 1.1           | 2.76                         |
| 6  | "Celebrating the Life of Asa Fox"   | 17 de novembro de 2016  | 0.7/3                | 1.80                   | 0.5         | 1.05                       | 1.2           | 2.85                         |
| 7  | "Rock Never Dies"                   | 1 de dezembro de 2016   | 0.6/2                | 1.80                   | 0.6         | 1.15                       | 1.2           | 2.95                         |
| 8  | "LOTUS"                             | 8 de dezembro de 2016   | 0.6/2                | 1.73                   | 0.5         | 1.07                       | 1.1           | 2.80                         |
| 9  | "First Blood"                       | 26 de janeiro de 2017   | 0.6/2                | 1.72                   | 0.5         | 1.01                       | 1.1           | 2.73                         |
| 10 | "Lily Sunder Has Some Regrets"      | 2 de fevereiro de 2017  | 0.6/2                | 1.73                   | 0.4         | 0.91                       | 1.0           | 2.64                         |
| 11 | "Regarding Dean"                    | 9 de fevereiro de 2017  | 0.6/2                | 1.73                   | N/A         | N/A                        | N/A           | N/A                          |
| 12 | "Stuck in the Middle (With You)"    | 16 de fevereiro de 2017 | 0.7/3                | 1.81                   | N/A         | 0.96                       | N/A           | 2.77                         |
| 13 | "Family Feud"                       | 23 de fevereiro de 2017 | 0.6/2                | 1.62                   | N/A         | 0.96                       | N/A           | 2.58                         |
| 14 | "The Raid"                          | 2 de março de 2017      | 0.6/2                | 1.63                   | N/A         | N/A                        | N/A           | N/A                          |
| 15 | "Somewhere Between Heaven and Hell" | 9 de março de 2017      | 0.5/2                | 1.49                   | 0.4         | 0.78                       | 0.8           | 2.29                         |
| 16 | "Ladies Drink Free"                 | 30 de março de 2017     | 0.6/2                | 1.71                   | N/A         | N/A                        | N/A           | N/A                          |
| 17 | "The British Invasion"              | 6 de abril de 2017      | 0.5/2                | 1.57                   | 0.4         | 0.91                       | 0.9           | 2.48                         |
| 18 | "The Memory Remains"                | 13 de abril de 2017     | 0.5/2                | 1.58                   | 0.4         | 0.82                       | 0.9           | 2.38                         |
| 19 | "The Future"                        | 27 de abril de 2017     | 0.5/2                | 1.38                   | N/A         | N/A                        | N/A           | N/A                          |
| 20 | "Twigs & Twine & Tasha Banes"       | 4 de maio de 2017       | 0.5/2                | 1.51                   | 0.3         | 0.80                       | 0.8           | 2.31                         |
| 21 | "There's Something About Mary"      | 11 de maio de 2017      | 0.5/2                | 1.42                   | 0.4         | 0.85                       | 0.9           | 2.27                         |
| 22 | "Who We Are"                        | 18 de maio de 2017      | 0.6/3                | 1.75                   | 0.4         | 0.90                       | 1.0           | 2.60                         |
| 23 | "All Along the Watchtower"          | 18 de maio de 2017      | 0.6/2                | 1.65                   | 0.4         | 0.90                       | 1.0           | 2.60                         |

## Lançamento em DVD
| Supernatural: The Complete Twelfth Season | | | | | |
| Detalhes do DVD | Detalhes do DVD | Detalhes do DVD | Características Especiais | Características Especiais | Características Especiais |
| - 23 episódios - 4 discos - Audio em Inglês (Dolby Digital 5.1 Surround) Português - Hard of Hearing Legendas: Inglês - Legendas: Inglês, Chinês, Coreano, Português, Espanhol, Francês, Tailandês | - 23 episódios - 4 discos - Audio em Inglês (Dolby Digital 5.1 Surround) Português - Hard of Hearing Legendas: Inglês - Legendas: Inglês, Chinês, Coreano, Português, Espanhol, Francês, Tailandês | - 23 episódios - 4 discos - Audio em Inglês (Dolby Digital 5.1 Surround) Português - Hard of Hearing Legendas: Inglês - Legendas: Inglês, Chinês, Coreano, Português, Espanhol, Francês, Tailandês | - The Winchester Mythology: Mary Winchester - The Winchester Mythology: Clash of the British Men of Letters - The Winchester Mythology: The Hunters Life - Supernatural: 2016 Comic-Con Panel - Comentários em áudio - Cenas deletadas - Erros de gravação | - The Winchester Mythology: Mary Winchester - The Winchester Mythology: Clash of the British Men of Letters - The Winchester Mythology: The Hunters Life - Supernatural: 2016 Comic-Con Panel - Comentários em áudio - Cenas deletadas - Erros de gravação | - The Winchester Mythology: Mary Winchester - The Winchester Mythology: Clash of the British Men of Letters - The Winchester Mythology: The Hunters Life - Supernatural: 2016 Comic-Con Panel - Comentários em áudio - Cenas deletadas - Erros de gravação |
| Datas de lançamento | | | | | |
| Região 1 | Região 1 | Região 2 | Região 2 | Região 4 | Região 4 |
| 5 de setembro de 2017 | 5 de setembro de 2017 | 4 de setembro de 2017 | 4 de setembro de 2017 | 6 de setembro de 2017 | 6 de setembro de 2017 |